# São Francisco (Minas Gerais)
São Francisco est une municipalité brésilienne de l'État du Minas Gerais et la microrégion de Januária.